# 47 mm скорострелно оръдие Хочкис
47-mm скорострелно оръдие Хочкис е нарезно патронно скорострелно корабно оръдие, разработено от френската фирма Hotchkiss et Cie през 1885 г. Оригиналното му име е – „47 милиметрово скорострелно оръдие Хочкис“ (на френски: Canon Hotchkiss à tir rapide de 47 mm) или „3-фунтово скорострелно оръдие Хочкис“ (на английски: Hotchkiss 3-pdr QF Cannon).

## Конструкция

### Оръдие
Оръдието се произвежда в два варианта: Mark I (монолитна конструкция), Mark II (сглобяема конструкция).
Тялото на оръдието се състои от ствол, кожух и съединителна гайка. Лапите са едно цяло с кожуха. Заключващия отвор е направен в кожуха. Затворът е вертикален, клиновиден, с 1/4 автоматика. При отварянето на затвора се запъва ударника и се изхвърля гилзата.

### Техническихарактеристики
- Дължина на ствола: 2048/43,5 (mm/кал)
- Калибър: 47/1,8 (mm/д)
- Далекобойност: 4,6/25 (km/каб)
- Бронепробиваемост при дулото: 88 mm
- Начална скорост на снаряда: 701 m/s
- Дулна енергия: 37 t/m
- Скорострелност: 15 изстрела/min
- Боекомплект: 812 унитарни изстрела
- Прислуга: 4 души

### Лафет
Първоначално закупените оръдия за руския флот се монтирали на твърди лафети (без противооткатно устройство) конструкция на Хочкис. През 1888 г. Морското ведомство купува хидравличния лафет конструкция на Хочкис.
По получените чертежи в Обуховския завод (ОЗ) са направени двата лафета. Към март 1898 г. те успешно преминават изпитания на Охтинската батарея, след което в завода започва серийно производство.
Хидравличният лафет конструкция на Хочкис е снабден с хидравличен компресор и пружинен накатник и представлява шарнир, вложен в стойката. Ъгълът на вертикално насочване е -23° – +25°. Теглото на оригиналния лафет е 524 kg, а на Обуховския – 532 kg.
През 1898 г. ОЗ получава поръчка за 400 лафета по система на Мелер (Александър Петрович Мелер) с компресорен цилиндър, пълен с живак. Пружинният накатник е сменен с въздушен. Цилиндърът и накатникът са едно цяло със стоманената кутия, в която оръдието се движи при отката. Теглото на лафета е 213 kg.
В хода на Първата световна война лафетите на 47-mm оръдия са преправени за стрелба по въздушни цели – ъгълът на възвишение е доведен до +85°.

### Боеприпаси
Оръдието се комплектува с руски и френски чугунени и стоманени гранати (1,5 kg, тегло на ВВ около 0,02 kg). Стоманената граната пробива при среза на дулото по вертикала 88-mm котелно желязо.
През периода 1914 – 1918 г. за зенитната стрелба гранатите са снабдяват с 8-секундни тръбички и „димна следа“. Първоначално се използва заряд от кафяв барут с тегло 0,75 kg, а след това – бездимен с тегло 0,316 – 0,35 kg. Съгласно таблиците за стрелба от 1895 г., гранатата с тегло 1,5 kg има начална скорост 701 m/s и далечина на стрелбата от 4575 метра при ъгъл на възвишение +10,4°.

## Употреба

### Във флота
На 1 януари 1901 г. в Морското ведомство има 963 47-mm оръдия на Хочкис. Те са поставяни на всички типове бойни и спомагателни кораби в качеството на противоминна артилерия.
Руско-японската война показва тяхната неефективност като такива. След войната те вече не се поставят на новите кораби, а от старите започват да се свалят постепенно.

### В сухопътните войски
През периода 1907 – 1909 г. Морското ведомство се опитва да предаде на Военното ведомство ненужните вече оръдия, но получава решителен отказ. Обаче със започването на Първата световна война, особено от 1915 г., когато войната става вече позиционна, армията изпитала нужда от много леко и точно траншейно оръдие.
В малки работилници или при самите войскови части за 47-mm оръдия на Хочкис започват да правят импровизирани дървени колесни лафети. Оръдия на такива лафети участват в боевете под Варшава, Ивангород и Новогеоргиевск. Те се смятани за най-доброто противодействие на противниковите картечници.
В хода на бойните действия се проявяват и недостатъците на оръдието със самоделен лафет. Тежкият ствол и силният откат постоянно чупят лафета, а общото им тегло и габарити са много големи за траншейна артилерия.
Въпреки това в армиите на някои страни те, в качеството на брегова и пехотна артилерия, се съхраняват до Втората световна война, което е видно и на уводната фотография.

### Използване на боеприпасите
През 1915 г. капитан Е. А. Лихонин при съдействието на инженерите на Ижорския завод проектирал 47-mm миномет. Барутният заряд се поставял в месинговата гилза от 47-mm снаряд за оръдието на Хочкис.
През септември 1922 г. Главното артилерийско управление на РСЧА разработва проектно задание за 45-mm батальонно оръдие. Изборът на калибър идва от това, че в армейските складове има огромно количество 47-mm снаряди за морските 47-mm оръдия на Хочкис. При премахването на водещите пояси на снаряда калибърът му падал с 2 mm. Преправените снаряди получават индекс (Б-241).